# 薩默塞特 (密蘇里州)
薩默塞特（英語：Summer Set）是位於美國密蘇里州傑佛遜縣的普查規定居民點。

## 人口
根據2020年美國人口普查的數據，薩默塞特的面積為2.76平方千米，當中陸地面積為2.36平方千米，而水域面積為0.36平方千米。當地共有人口1127人，而人口密度為每平方千米408.33人。